# Campionato mondiale maschile di pallacanestro 2019
Il XVIII Campionato mondiale maschile di pallacanestro si è svolto in Cina dal 31 agosto 2019 al 15 settembre 2019. È stata la seconda edizione con la nuova denominazione FIBA World Cup e la prima con 32 partecipanti. A vincere il titolo è stata la Spagna che ha battuto in finale l'Argentina per 95-75.

## Assegnazione
Il 16 marzo 2015 venne confermato che la Coppa del Mondo del 2019 si sarebbe tenuta in Asia, nel paese che avrebbe vinto le votazioni tra Cina e Filippine.

### Risultati dei voti
| Risultati assegnazione del Mondiale 2019 | Risultati assegnazione del Mondiale 2019 |
| Nazione                                  | Voti                                     |
| ---------------------------------------- | ---------------------------------------- |
| Cina                                     | 14                                       |
| Filippine                                | 7                                        |

## Sedi delle partite
| Pechino                                  | Shanghai                                         | Nanjing                                              | Wuhan                            | Dongguan                                             | Guangzhou                            | Foshan                                                        | Shenzhen                                    |
| ---------------------------------------- | ------------------------------------------------ | ---------------------------------------------------- | -------------------------------- | ---------------------------------------------------- | ------------------------------------ | ------------------------------------------------------------- | ------------------------------------------- |
| Wukesong Indoor Stadium Capacità: 18.000 | Shanghai Oriental Sports Center Capacità: 18.000 | Youth Olympic Sports Park Gymnasium Capacità: 19.614 | Wuhan Gymnasium Capacità: 11.700 | Dongguan Cultural and Sports Centre Capacità: 16.000 | Guangzhou Gymnasium Capacità: 11.609 | Foshan International Sports & Cultural Arena Capacità: 14.700 | Shenzhen Bay Sports Centre Capacità: 12.381 |

## Squadre partecipanti
| Pr. | Squadra         | Data di qualificazione certa | Confed.       | Partecipante in quanto                                         | Partecipazioni precedenti al torneo                                                                       | Ultima presenza |
| --- | --------------- | ---------------------------- | ------------- | -------------------------------------------------------------- | --- | --------------- |
| 1   | Cina            | 7 agosto 2015                | FIBA Asia     | Rappresentativa della nazione organizzatrice della fase finale | 8 (1978, 1982, 1986, 1990, 1994, 2002, 2006, 2010)                                                        | Turchia 2010    |
| 2   | Nigeria         | 15 settembre 2018            | FIBA Africa   | Top 2 Gruppo F Africa                                          | 2 (1998, 2006)                                                                                            | Giappone 2006   |
| 3   | Tunisia         | 15 settembre 2018            | FIBA Africa   | Top 2 Gruppo E Africa                                          | 1 (2010)                                                                                                  | Turchia 2010    |
| 4   | Grecia          | 16 settembre 2018            | FIBA Europe   | Top 3 Gruppo L Europa                                          | 7 (1986, 1990, 1994, 1998, 2006, 2010, 2014)                                                              | Spagna 2014     |
| 5   | Germania        | 16 settembre 2018            | FIBA Europe   | Top 3 Gruppo L Europa                                          | 5 (1986, 1994, 2002, 2006, 2010)                                                                          | Turchia 2010    |
| 6   | Rep. Ceca       | 16 settembre 2018            | FIBA Europe   | Top 3 Gruppo K Europa                                          | Esordiente                                                                                                | Esordiente      |
| 7   | Lituania        | 17 settembre 2018            | FIBA Europe   | Top 3 Gruppo J Europa                                          | 4 (1998, 2006, 2010, 2014)                                                                                | Spagna 2014     |
| 8   | Australia       | 30 novembre 2018             | FIBA Oceania  | Top 3 Gruppo F Asia Oceania                                    | 11 (1970, 1974, 1978, 1982, 1986, 1990, 1994, 1998, 2006, 2010, 2014)                                     | Spagna 2014     |
| 9   | Francia         | 30 novembre 2018             | FIBA Europe   | Top 3 Gruppo K Europa                                          | 7 (1950, 1954, 1963, 1986, 2006, 2010, 2014)                                                              | Spagna 2014     |
| 10  | Angola          | 1º dicembre 2018             | FIBA Africa   | Top 2 Gruppo E Africa                                          | 7 (1986, 1990, 1994, 2002, 2006, 2010, 2014)                                                              | Spagna 2014     |
| 11  | Nuova Zelanda   | 2 dicembre 2018              | FIBA Oceania  | Top 3 Gruppo E Asia Oceania                                    | 5 (1986, 2002, 2006, 2010, 2014)                                                                          | Spagna 2014     |
| 12  | Corea del Sud   | 2 dicembre 2018              | FIBA Asia     | Top 3 Gruppo E Asia Oceania                                    | 7 (1970, 1978, 1986, 1990, 1994, 1998, 2014)                                                              | Spagna 2014     |
| 13  | Spagna          | 2 dicembre 2018              | FIBA Europe   | Top 3 Gruppo I Europa                                          | 11 (1950, 1974, 1982, 1986, 1990, 1994, 1998, 2002, 2006, 2010, 2014)                                     | Spagna 2014     |
| 14  | Turchia         | 2 dicembre 2018              | FIBA Europe   | Top 3 Gruppo I Europa                                          | 4 (2002, 2006, 2010, 2014)                                                                                | Spagna 2014     |
| 15  | Stati Uniti     | 2 dicembre 2018              | FIBA Americas | Top 3 Gruppo E Americhe                                        | 17 (1950, 1954, 1959, 1963, 1967, 1970, 1974, 1978, 1982, 1986, 1990, 1994, 1998, 2002, 2006, 2010, 2014) | Spagna 2014     |
| 16  | Venezuela       | 2 dicembre 2018              | FIBA Americas | Top 3 Gruppo F Americhe                                        | 3 (1990, 2002, 2006)                                                                                      | Giappone 2006   |
| 17  | Argentina       | 2 dicembre 2018              | FIBA Americas | Top 3 Gruppo E Americhe                                        | 13 (1950, 1959, 1963, 1967, 1974, 1986, 1990, 1994, 1998, 2002, 2006, 2010, 2014)                         | Spagna 2014     |
| 18  | Canada          | 3 dicembre 2018              | FIBA Americas | Top 3 Gruppo F Americhe                                        | 13 (1954, 1959, 1963, 1970, 1974, 1978, 1982, 1986, 1990, 1994, 1998, 2002, 2010)                         | Turchia 2010    |
| 19  | Brasile         | 21 febbraio 2019             | FIBA Americas | Top 3 Gruppo F Americhe                                        | 17 (1950, 1954, 1959, 1963, 1967, 1970, 1974, 1978, 1982, 1986, 1990, 1994, 1998, 2002, 2006, 2010, 2014) | Spagna 2014     |
| 20  | Senegal         | 22 febbraio 2019             | FIBA Africa   | Top 2 Gruppo F Africa                                          | 4 (1978, 1998, 2006, 2014)                                                                                | Spagna 2014     |
| 21  | Italia          | 22 febbraio 2019             | FIBA Europe   | Top 3 Gruppo J Europa                                          | 8 (1963, 1967, 1970, 1978, 1986, 1990, 1998, 2006)                                                        | Giappone 2006   |
| 22  | Polonia         | 22 febbraio 2019             | FIBA Europe   | Top 3 Gruppo J Europa                                          | 1 (1967)                                                                                                  | Uruguay 1967    |
| 23  | Russia          | 24 febbraio 2019             | FIBA Europe   | Top 3 Gruppo K Europa                                          | 4 (1994, 1998, 2002, 2010)                                                                                | Turchia 2010    |
| 24  | Giappone        | 24 febbraio 2019             | FIBA Asia     | Top 3 Gruppo F Asia Oceania                                    | 4 (1963, 1967, 1998, 2006)                                                                                | Giappone 2006   |
| 25  | Iran            | 24 febbraio 2019             | FIBA Asia     | Top 3 Gruppo F Asia Oceania                                    | 2 (2010, 2014)                                                                                            | Spagna 2014     |
| 26  | Filippine       | 24 febbraio 2019             | FIBA Asia     | Migliore 4ª dei gruppi Asia Oceania                            | 5 (1954, 1959, 1974, 1978, 2014)                                                                          | Spagna 2014     |
| 27  | Serbia          | 24 febbraio 2019             | FIBA Europe   | Top 3 Gruppo L Europa                                          | 5 (1998, 2002, 2006, 2010, 2014)                                                                          | Spagna 2014     |
| 28  | Giordania       | 24 febbraio 2019             | FIBA Asia     | Top 3 Gruppo E Asia Oceania                                    | 1 (2010)                                                                                                  | Turchia 2010    |
| 29  | Costa d'Avorio  | 24 febbraio 2019             | FIBA Africa   | Migliore 3ª dei gruppi Africa                                  | 3 (1982, 1986, 2010)                                                                                      | Turchia 2010    |
| 30  | Montenegro      | 25 febbraio 2019             | FIBA Europe   | Top 3 Gruppo I Europa                                          | Esordiente                                                                                                | Esordiente      |
| 31  | Porto Rico      | 25 febbraio 2019             | FIBA Americas | Top 3 Gruppo E Americhe                                        | 13 (1959, 1963, 1967, 1974, 1978, 1986, 1990, 1994, 1998, 2002, 2006, 2010, 2014)                         | Spagna 2014     |
| 32  | Rep. Dominicana | 25 febbraio 2019             | FIBA Americas | Migliore 4ª dei gruppi Americhe                                | 2 (1978, 2014)                                                                                            | Spagna 2014     |

## Arbitri
- Gentian Cici
- Juan Fernández
- Leandro Lezcano1
- Leandro Zalazar
- Scott Beker
- James Boyer
- Ademir Zurapović
- Guilherme Locatelli
- Cristiano Maranho
- Martin Horozov
- Arnaud Kom Njilo
- Matthew Kallio
- Michael Weiland
- Felipe Ibarra

- Duan Zhu
- Ye Nan
- Yu Jung
- Carlos Peralta
- Yohan Rosso
- Carsten Straube
- Georgios Poursanidis
- Harja Jaladri
- Ahmed Al-Shuwaili
- Saverio Lanzarini
- Manuel Mazzoni
- Tolga Şahin
- Takaki Kato
- Yevgeniy Mikheyev

- Andris Aunkrogers
- Mārtiņš Kozlovskis
- Omar Bermúdez
- Krishna Domínguez
- Ahmed Abaakil
- Kingsley Ojeaburu
- Julio Anaya
- Ferdinand Pascual
- Wojciech Liszka
- Michał Proc
- Alexis Mercado
- Jorge Vázquez
- Roberto Vázquez
- Aleksandar Glišić

- Zdenko Tomašovič
- Boris Krejić
- Luis Castillo
- Antonio Conde1
- Hwang In-tae
- Kim Jong-kuk
- Markos Michaelides
- Nicolas Fernandes
- Yener Yılmaz
- Sergiy Zashchuk
- Steve Anderson
- Matthew Myers
- Andrés Bartel
- Daniel García1

1 – Sospesi dopo la partita Francia-Lituania

## Regolamento
Le 32 squadre sono state suddivise in 8 gruppi, composti da 4 squadre ciascuno. Accedono alla seconda fase a gironi le prime 2 classificate di ciascun gruppo.

## Round

### Primo round

#### Gruppo A
| Pos. | Squadra        | Pt | G | V | P | PF  | PS  | DP  |
| ---- | -------------- | -- | - | - | - | --- | --- | --- |
| 1.   | Polonia        | 6  | 3 | 3 | 0 | 239 | 208 | +31 |
| 2.   | Venezuela      | 5  | 3 | 2 | 1 | 228 | 210 | +18 |
| 3.   | Cina           | 4  | 3 | 1 | 2 | 205 | 206 | -1  |
| 4.   | Costa d'Avorio | 3  | 3 | 0 | 3 | 189 | 237 | -48 |

##### Risultati
| Arbitri: | Matthew Kallio Matthew Myers Nicolas Fernandes |

|               |          |            |
| Sokołowski 16 | Punti    | 15 Chourio |
| Slaughter 5   | Assist   | 8 Guillent |
| Hrycaniuk 10  | Rimbalzi | 10 Ruiz    |

| Arbitri: | Yener Yılmaz Boris Krejić Harja Jaladri |

|                  |          |            |
| Edi 10           | Punti    | 19 Yi      |
| Diabaté, Pamba 3 | Assist   | 9 Guo      |
| Koné, Thompson 8 | Rimbalzi | 8 Yi, Zhai |

| Arbitri: | Matthew Myers Yener Yılmaz Harja Jaladri |

|                   |          |            |
| Guillént 31       | Punti    | 16 Abouo   |
| Diabaté, Fofana 4 | Assist   | 7 Guillént |
| Ruiz 8            | Rimbalzi | 6 Pamba    |

| Arbitri: | Matthew Kallio Boris Krejić Ahmed Abaakil |

|                |          |             |
| Yi 24          | Punti    | 25 Ponitka  |
| Guo, Zhao J. 4 | Assist   | 4 Slaughter |
| Wang 9         | Rimbalzi | 9 Ponitka   |

| Arbitri: | Matthew Kallio Nicolas Fernandes Samir Abaakil |

|                   |          |              |
| Abouo 23          | Punti    | 16 Waczyński |
| Diabaté 6         | Assist   | 6 Waczyński  |
| Abouo, Thompson 6 | Rimbalzi | 7 Kulig      |

| Arbitri: | Yener Yılmaz Matthew Myers Boris Krejić |

|                    |          |         |
| Guillént 15        | Punti    | 13 Fang |
| Guillént 8         | Assist   | 4 Zhao  |
| Colmenares, Ruiz 7 | Rimbalzi | 8 Yi    |

#### Gruppo B
| Pos. | Squadra       | Pt | G | V | P | PF  | PS  | DP  |
| ---- | ------------- | -- | - | - | - | --- | --- | --- |
| 1.   | Argentina     | 6  | 3 | 3 | 0 | 258 | 211 | +47 |
| 2.   | Russia        | 5  | 3 | 2 | 1 | 230 | 219 | +11 |
| 3.   | Nigeria       | 4  | 3 | 1 | 2 | 266 | 242 | +24 |
| 4.   | Corea del Sud | 3  | 3 | 0 | 3 | 208 | 290 | -82 |

##### Risultati
| Arbitri: | Omar Bermúdez Takaki Kato Ahmed Al-Shuwaili |

|                   |          |           |
| Kulagin 16        | Punti    | 19 Okogie |
| Fridzon, Zubkov 4 | Assist   | 4 Okogie  |
| Kurbanov 7        | Rimbalzi | 6 Metu    |

| Arbitri: | Cristiano Maranho Zdenko Tomašovič Carsten StraubE |

|                 |          |             |
| Laprovíttola 17 | Punti    | 31 Ratliffe |
| Campazzo 6      | Assist   | 7 Lee J.H.  |
| Scola 9         | Rimbalzi | 15 Ratliffe |

| Arbitri: | Cristiano Maranho Takaki Kato Ahmed Al-Shuwaili |

|           |          |            |
| Okogie 18 | Punti    | 23 Scola   |
| Okogie 5  | Assist   | 8 Campazzo |
| Aminu 8   | Rimbalzi | 10 Scola   |

| Arbitri: | Omar Bermúdez Zdenko Tomašovič Markos Michaelides |

|             |          |                        |
| Ratliffe 19 | Punti    | 13 Fridzon, Voroncevič |
| Lee J. 5    | Assist   | 9 Kurbanov             |
| Ratliffe 10 | Rimbalzi | 7 Kurbanov, Voroncevič |

| Arbitri: | Omar Bermúdez Carsten Straube Markos Michaelides |

|                |          |              |
| Ratliffe 18    | Punti    | 17 Eric      |
| Lee J., Park 4 | Assist   | 6 Iroegbu    |
| Ratliffe 11    | Rimbalzi | 9 Eric, Metu |

| Arbitri: | Cristiano Maranho Zdenko Tomašovič Takaki Kato |

|                      |          |             |
| Zubkov 18            | Punti    | 21 Campazzo |
| Sopin 4              | Assist   | 7 Campazzo  |
| Voroncevič, Zubkov 7 | Rimbalzi | 8 Scola     |

#### Gruppo C
| Pos. | Squadra    | Pt | G | V | P | PF  | PS  | DP  |
| ---- | ---------- | -- | - | - | - | --- | --- | --- |
| 1.   | Spagna     | 6  | 3 | 3 | 0 | 247 | 190 | +57 |
| 2.   | Porto Rico | 5  | 3 | 2 | 1 | 213 | 218 | -5  |
| 3.   | Tunisia    | 4  | 3 | 1 | 2 | 205 | 235 | -30 |
| 4.   | Iran       | 3  | 3 | 0 | 3 | 213 | 235 | -22 |

##### Risultati
| Arbitri: | Ademir Zurapović Georgios Poursanidis Ye Nan |

|                       |          |                 |
| Haddadi, Yakhchali 22 | Punti    | 32 Huertas      |
| Jamshidi 5            | Assist   | 4 tre giocatori |
| Haddadi 16            | Rimbalzi | 6 Balkman       |

| Arbitri: | Michael Weiland Krishna Domínguez James Boyer |

|                         |          |          |
| Rubio 17                | Punti    | 15 Mejri |
| W. Hernangómez, Llull 5 | Assist   | 6 Abada  |
| J. Hernangómez 8        | Rimbalzi | 7 Mejri  |

| Arbitri: | Ademir Zurapović Krishna Domínguez Arnaud Kom Njilo |

|                 |          |               |
| Mejri 22        | Punti    | 18 Geramipoor |
| tre giocatori 5 | Assist   | 8 Haddadi     |
| Mejri 15        | Rimbalzi | 11 Haddadi    |

| Arbitri: | Michael Weiland Georgios Poursanidis James Boyer |

|                 |          |             |
| Clavell 13      | Punti    | 19 Gasol    |
| Browne 6        | Assist   | 6 Fernández |
| tre giocatori 5 | Rimbalzi | 8 Rubio     |

| Arbitri: | Ademir Zurapović Georgios Poursanidis Krishna Domínguez |

|            |          |                 |
| Balkman 14 | Punti    | 14 Abada, Mejri |
| Browne 8   | Assist   | 5 Roll          |
| Balkman 9  | Rimbalzi | 9 Ben Romdhane  |

| Arbitri: | Michael Weiland Arnaud Kom Njilo Ye Nan |

|                   |          |                    |
| Gasol 16          | Punti    | 15 Jamshidi        |
| Rubio 5           | Assist   | 6 Bahrami, Haddadi |
| J. Hernangómez 10 | Rimbalzi | 15 Haddadi         |

#### Gruppo D
| Pos. | Squadra   | Pt | G | V | P | PF  | PS  | DP   |
| ---- | --------- | -- | - | - | - | --- | --- | ---- |
| 1.   | Serbia    | 6  | 3 | 3 | 0 | 323 | 203 | +120 |
| 2.   | Italia    | 5  | 3 | 2 | 1 | 277 | 215 | +62  |
| 3.   | Angola    | 4  | 3 | 1 | 2 | 204 | 278 | -74  |
| 4.   | Filippine | 3  | 3 | 0 | 3 | 210 | 318 | -108 |

##### Risultati
| Arbitri: | Guilherme Locatelli Mārtiņš Kozlovskis Scott Beker |

|                   |          |               |
| Morais 15         | Punti    | 24 Bogdanović |
| sette giocatori 1 | Assist   | 9 Jović       |
| Joaquim 5         | Rimbalzi | 10 Marjanović |

| Arbitri: | Steve Anderson Yohan Rosso Yu Jung |

|                   |          |                        |
| Blatche, Perez 15 | Punti    | 17 Datome, Della Valle |
| Perez 3           | Assist   | 5 Vitali               |
| Blatche 10        | Rimbalzi | 8 Tessitori            |

| Arbitri: | Steve Anderson Mārtiņš Kozlovskis Yevgeniy Mikheyev |

|              |          |            |
| Belinelli 17 | Punti    | 15 Moreira |
| Hackett 3    | Assist   | 3 Morais   |
| Brooks 11    | Rimbalzi | 8 Moreira  |

| Arbitri: | Guilherme Locatelli Yu Jung Yohan Rosso |

|                |          |           |
| Bjelica 20     | Punti    | 16 Perez  |
| Jokić, Micić 7 | Assist   | 6 Blatche |
| Jokić 7        | Rimbalzi | 6 Fajardo |

| Arbitri: | Guilherme Locatelli Yevgeniy Mikheyev Scott Beker |

|            |          |            |
| Joaquim 23 | Punti    | 20 Blatche |
| Paulo 6    | Assist   | 4 Ravena   |
| Moreira 15 | Rimbalzi | 12 Blatche |

| Arbitri: | Steve Anderson Yohan Rosso Yu Jung |

|              |          |               |
| Gallinari 26 | Punti    | 31 Bogdanović |
| Belinelli 4  | Assist   | 9 Bjelica     |
| Gallinari 8  | Rimbalzi | 7 Bjelica     |

#### Gruppo E
| Pos. | Squadra     | Pt | G | V | P | PF  | PS  | DP  |
| ---- | ----------- | -- | - | - | - | --- | --- | --- |
| 1.   | Stati Uniti | 6  | 3 | 3 | 0 | 279 | 204 | +75 |
| 2.   | Rep. Ceca   | 5  | 3 | 2 | 1 | 247 | 240 | +7  |
| 3.   | Turchia     | 4  | 3 | 1 | 2 | 254 | 251 | +3  |
| 4.   | Giappone    | 3  | 3 | 0 | 3 | 188 | 273 | -85 |

##### Risultati
| Arbitri: | Aleksandar Glišić Ferdinand Pascual Andris Aunkrogers |

|               |          |              |
| Mahmutoğlu 17 | Punti    | 15 Hachimura |
| Balbay 8      | Assist   | 4 Baba       |
| İlyasova 9    | Rimbalzi | 7 Hachimura  |

| Arbitri: | Manuel Mazzoni Wojciech Liszka Duan Zhu |

|               |          |             |
| Satoranský 17 | Punti    | 16 Mitchell |
| Satoranský 5  | Assist   | 4 Walker    |
| Bohačík 9     | Rimbalzi | 7 Turner    |

| Arbitri: | Manuel Mazzoni Andris Aunkrogers Kim Jong-kuk |

|                        |          |                    |
| Hachimura 21           | Punti    | 22 Bohačík, Schilb |
| Hachimura, Shinoyama 4 | Assist   | 7 Satoranský       |
| Fazekas 10             | Rimbalzi | 8 Balvín           |

| Arbitri: | Aleksandar Glišić Ferdinand Pascual Wojciech Liszka |

|              |          |             |
| Middleton 15 | Punti    | 23 İlyasova |
| Walker 7     | Assist   | 4 Osman     |
| Tatum 11     | Rimbalzi | 14 İlyasova |

| Arbitri: | Aleksandar Glišić Ferdinand Pascual Wojciech Liszka |

|                     |          |           |
| Osman 24            | Punti    | 18 Hruban |
| quattro giocatori 3 | Assist   | 8 Schilb  |
| tre giocatori 4     | Rimbalzi | 11 Balvín |

| Arbitri: | Manuel Mazzoni Andris Aunkrogers Duan Zhu |

|          |          |            |
| Brown 20 | Punti    | 18 Baba    |
| Walker 8 | Assist   | 2 Watanabe |
| Turner 9 | Rimbalzi | 6 Takeuchi |

#### Gruppo F
| Pos. | Squadra       | Pt | G | V | P | PF  | PS  | DP  |
| ---- | ------------- | -- | - | - | - | --- | --- | --- |
| 1.   | Brasile       | 6  | 3 | 3 | 0 | 265 | 245 | +20 |
| 2.   | Grecia        | 5  | 3 | 2 | 1 | 266 | 236 | +30 |
| 3.   | Nuova Zelanda | 4  | 3 | 1 | 2 | 284 | 288 | -4  |
| 4.   | Montenegro    | 3  | 3 | 0 | 3 | 216 | 262 | -46 |

##### Risultati
| Arbitri: | Antonio Conde Leandro Lezcano Hwang In-tae |

|            |          |            |
| Webster 19 | Punti    | 22 Barbosa |
| Ili 6      | Assist   | 6 Luz      |
| Loe 10     | Rimbalzi | 13 Felício |

| Arbitri: | Roberto Vázquez Andrés Bartel Sergiy Zashchuk |

|               |          |             |
| Printezīs 16  | Punti    | 12 Vučević  |
| Calathes 7    | Assist   | 5 Ivanović  |
| Papagiannīs 9 | Rimbalzi | 5 Dubljević |

| Arbitri: | Antonio Conde Leandro Lezcano Michał Proc |

|              |          |            |
| Ivanović 18  | Punti    | 25 Webster |
| Ivanović 7   | Assist   | 7 Webster  |
| Dubljević 13 | Rimbalzi | 7 Fotu     |

| Arbitri: | Roberto Vázquez Sergiy Zashchuk Hwang In-tae |

|               |          |              |
| Varejão 22    | Punti    | 20 Printezīs |
| Garcia, Luz 6 | Assist   | 11 Sloukas   |
| Caboclo 10    | Rimbalzi | 7 Calathes   |

| Arbitri: | Antonio Conde Andrés Bartel Michał Proc |

|                    |          |                     |
| Huertas 16         | Punti    | 16 Needham          |
| Huertas 6          | Assist   | 10 Needham          |
| Caboclo, Felício 7 | Rimbalzi | 6 Radončić, Vučević |

| Arbitri: | Roberto Vázquez Leandro Lezcano Hwang In-tae |

|                     |          |                    |
| G. Antetokounmpo 24 | Punti    | 31 Webster         |
| Sloukas 7           | Assist   | 9 Ili              |
| G. Antetokounmpo 10 | Rimbalzi | 6 Abercrombie, Loe |

#### Gruppo G
| Pos. | Squadra         | Pt | G | V | P | PF  | PS  | DP  |
| ---- | --------------- | -- | - | - | - | --- | --- | --- |
| 1.   | Francia         | 6  | 3 | 3 | 0 | 271 | 194 | +77 |
| 2.   | Rep. Dominicana | 5  | 3 | 2 | 1 | 206 | 234 | -28 |
| 3.   | Germania        | 4  | 3 | 1 | 2 | 238 | 210 | +28 |
| 4.   | Giordania       | 3  | 3 | 0 | 3 | 202 | 279 | -77 |

##### Risultati
| Arbitri: | Tolga Şahin Julio Anaya Kingsley Ojeaburu |

|           |          |              |
| Liz 15    | Punti    | 34 al-Dwairi |
| Solano 7  | Assist   | 4 Abbas      |
| Roberts 6 | Rimbalzi | 10 al-Dwairi |

| Arbitri: | Juan Fernández Luis Castillo Daniel García |

|             |          |              |
| Fournier 26 | Punti    | 25 Voigtmann |
| Albicy 5    | Assist   | 8 Schröder   |
| Fournier 10 | Rimbalzi | 8 Theis      |

| Arbitri: | Tolga Şahin Julio Anaya Luis Castillo |

|             |          |                     |
| Schröder 20 | Punti    | 17 Liz              |
| Schröder 7  | Assist   | 11 Solano           |
| Theis 8     | Rimbalzi | 5 quattro giocatori |

| Arbitri: | Juan Fernández Daniel García Felipe Ibarra |

|                    |          |            |
| Tucker 20          | Punti    | 19 de Colo |
| Abbas, al-Dwairi 7 | Assist   | 13 Gobert  |
| Ibrahim 4          | Rimbalzi | 8 de Colo  |

| Arbitri: | Juan Fernández Daniel García Kingsley Ojeaburu |

|                    |          |                 |
| Kleber 18          | Punti    | 17 al-Dwairi    |
| Schröder 11        | Assist   | 3 Abbas, Abdeen |
| Barthel, Benzing 5 | Rimbalzi | 8 al-Dwairi     |

| Arbitri: | Tolga Şahin Luis Castillo Felipe Ibarra |

|                   |          |                   |
| Liz 12            | Punti    | 15 de Colo        |
| Ramón 3           | Assist   | 5 Fournier        |
| Roberts, Vargas 6 | Rimbalzi | 8 Gobert, Poirier |

#### Gruppo H
| Pos. | Squadra   | Pt | G | V | P | PF  | PS  | DP  |
| ---- | --------- | -- | - | - | - | --- | --- | --- |
| 1.   | Australia | 6  | 3 | 3 | 0 | 276 | 242 | +34 |
| 2.   | Lituania  | 5  | 3 | 2 | 1 | 275 | 203 | +72 |
| 3.   | Canada    | 4  | 3 | 1 | 2 | 243 | 260 | -17 |
| 4.   | Senegal   | 3  | 3 | 0 | 3 | 175 | 264 | -89 |

##### Risultati
| Arbitri: | Jorge Vázquez Alexis Mercado Gentian Cici |

|          |          |                |
| Birch 18 | Punti    | 24 Dellavedova |
| Pangos 8 | Assist   | 10 Ingles      |
| Ejim 6   | Rimbalzi | 9 Bogut        |

| Arbitri: | Saverio Lanzarini Leandro Zalazar Martin Horozov |

|                 |          |                  |
| tre giocatori 8 | Punti    | tre giocatori 13 |
| Faye 4          | Assist   | 8 Kalnietis      |
| Faye 5          | Rimbalzi | 11 Valančiūnas   |

| Arbitri: | Jorge Vázquez Leandro Zalazar Carlos Peralta |

|           |          |              |
| Mills 22  | Punti    | 14 d'Almeida |
| Ingles 9  | Assist   | 4 d'Almeida  |
| Ingles 10 | Rimbalzi | 10 Ndoye     |

| Arbitri: | Saverio Lanzarini Gentian Cici Martin Horozov |

|                        |          |                 |
| Ulanovas 15            | Punti    | 24 Wiltjer      |
| Kalnietis 6            | Assist   | 8 Pangos        |
| Sabonis, Valančiūnas 8 | Rimbalzi | 4 tre giocatori |

| Arbitri: | Saverio Lanzarini Martin Horozov Carlos Peralta |

|           |          |             |
| Joseph 24 | Punti    | 14 Faye     |
| Pangos 5  | Assist   | 7 d'Almeida |
| Birch 10  | Rimbalzi | 12 Ndour    |

| Arbitri: | Jorge Vázquez Leandro Zalazar Alexis Mercado |

|               |          |           |
| Grigonis 19   | Punti    | 23 Mills  |
| Sabonis14     | Assist   | 8 Ingles  |
| Valančiūnas 7 | Rimbalzi | 13 Baynes |

### Secondo round
In questa seconda fase viene tenuto conto dei punti acquisiti nella prima fase a gironi. Le squadre che erano inserite nello stesso gruppo in precedenza non si riaffrontano tra loro ma si tiene conto del risultato della prima fase a gironi.

#### Gruppo I
| Pos. | Squadra   | Pt | G | V | P | PF  | PS  | DP  |
| ---- | --------- | -- | - | - | - | --- | --- | --- |
| 1.   | Argentina | 10 | 5 | 5 | 0 | 436 | 343 | +93 |
| 2.   | Polonia   | 9  | 5 | 4 | 1 | 383 | 373 | +10 |
| 3.   | Russia    | 8  | 5 | 3 | 2 | 373 | 358 | +15 |
| 4.   | Venezuela | 7  | 5 | 2 | 3 | 355 | 366 | -11 |

##### Risultati
| Arbitri: | Ademir Zurapović Yu Jung Takaki Kato |

|              |          |                     |
| Waczyński 18 | Punti    | 21 Kulagin          |
| Koszarek 4   | Assist   | 4 Karasëv, Kurbanov |
| Ponitka 9    | Rimbalzi | 10 Voroncevič       |

| Arbitri: | Yohan Rosso Matthew Myers Yevgeniy Mikheyev |

|            |          |              |
| Deck 25    | Punti    | 19 Carrera   |
| Campazzo 9 | Assist   | 4 Colmenares |
| Scola 6    | Rimbalzi | 7 Colmenares |

| Arbitri: | Yohan Rosso Takaki Kato Ye Nan |

|            |          |               |
| Carrera 19 | Punti    | 17 Voroncevič |
| Guillent 5 | Assist   | 5 Voroncevič  |
| Carrera 10 | Rimbalzi | 9 Voroncevič  |

| Arbitri: | Ademir Zurapovic Matthew Myers Yu Jung |

|              |          |                        |
| Slaughter 16 | Punti    | 21 Scola               |
| Koszarek 5   | Assist   | 7 Nicolás Laprovíttola |
| Hrycaniuk 6  | Rimbalzi | 6 Fjellerup, Scola     |

#### Gruppo J
| Pos. | Squadra    | Pt | G | V | P | PF  | PS  | DP   |
| ---- | ---------- | -- | - | - | - | --- | --- | ---- |
| 1.   | Spagna     | 10 | 5 | 5 | 0 | 395 | 319 | +76  |
| 2.   | Serbia     | 9  | 5 | 4 | 1 | 482 | 331 | +151 |
| 3.   | Italia     | 8  | 5 | 3 | 2 | 431 | 371 | +60  |
| 4.   | Porto Rico | 7  | 5 | 2 | 3 | 349 | 402 | -53  |

##### Risultati
| Arbitri: | Cristiano Maranho Mārtiņš Kozlovskis Zdenko Tomašovič |

|            |          |                      |
| Bjelica 18 | Punti    | 20 Huertas           |
| Jović 9    | Assist   | 4 Rodríguez          |
| Jokić 10   | Rimbalzi | 5 Collier, Rodríguez |

| Arbitri: | Steve Anderson Guilherme Locatelli Omar Bermúdez |

|                   |          |              |
| J. Hernangómez 16 | Punti    | 15 Gallinari |
| Fernández 5       | Assist   | 4 Belinelli  |
| Claver 9          | Rimbalzi | 8 Hackett    |

| Arbitri: | Guilherme Locatelli Zdenko Tomašovič Mārtiņš Kozlovskis |

|             |          |              |
| Balkman 14  | Punti    | 27 Belinelli |
| Rodríguez 5 | Assist   | 5 Gallinari  |
| Clemente 9  | Rimbalzi | 8 Abass      |

| Arbitri: | Cristiano Maranho Steve Anderson Omar Bermudez |

|          |          |               |
| Rubio 19 | Punti    | 26 Bogdanović |
| Gasol 6  | Assist   | 6 Bogdanović  |
| Claver 7 | Rimbalzi | 10 Bogdanović |

#### Gruppo K
| Pos. | Squadra     | Pt | G | V | P | PF  | PS  | DP   |
| ---- | ----------- | -- | - | - | - | --- | --- | ---- |
| 1.   | Stati Uniti | 10 | 5 | 5 | 0 | 437 | 330 | +107 |
| 2.   | Rep. Ceca   | 8  | 5 | 3 | 2 | 417 | 395 | +22  |
| 3.   | Grecia      | 8  | 5 | 3 | 2 | 403 | 382 | +21  |
| 4.   | Brasile     | 8  | 5 | 3 | 2 | 409 | 427 | -18  |

##### Risultati
| Arbitri: | Saverio Lanzarini Julio Anaya Andris Aunkrogers |

|           |          |               |
| Benite 12 | Punti    | 20 Satoranský |
| Huertas 6 | Assist   | 9 Satoranský  |
| Varejão 5 | Rimbalzi | 11 Balvín     |

| Arbitri: | Aleksandar Glišić Ferdinand Pascual Wojciech Liszka |

|           |          |                     |
| Walker 15 | Punti    | 15 G. Antetokounmpo |
| Walker 6  | Assist   | 5 Calathes          |
| Brown 9   | Rimbalzi | 13 G. Antetokounmpo |

| Arbitri: | Aleksandar Glisic Andris Aunkrogers Wojciech Liszka |

|              |          |                    |
| Bohačík 25   | Punti    | 27 Calathes        |
| Satoranský 9 | Assist   | 6 Calathes         |
| Balvín 9     | Rimbalzi | 9 G. Antetokounmpo |

| Arbitri: | Saverio Lanzarini Ferdinand Pascual Julio Anaya |

|                   |          |           |
| Turner, Walker 16 | Punti    | 21 Benite |
| Mitchell 7        | Assist   | 5 Huertas |
| Turner 8          | Rimbalzi | 8 Varejão |

#### Gruppo L
| Pos. | Squadra         | Pt | G | V | P | PF  | PS  | DP  |
| ---- | --------------- | -- | - | - | - | --- | --- | --- |
| 1.   | Australia       | 10 | 5 | 5 | 0 | 458 | 416 | +42 |
| 2.   | Francia         | 9  | 5 | 4 | 1 | 447 | 369 | +78 |
| 3.   | Lituania        | 8  | 5 | 3 | 2 | 424 | 336 | +88 |
| 4.   | Rep. Dominicana | 7  | 5 | 2 | 3 | 337 | 390 | -53 |

##### Risultati
| Arbitri: | Tolga Şahin Juan Fernández Luis Castillo |

|          |          |           |
| Mills 19 | Punti    | 16 Vargas |
| Mills 9  | Assist   | 9 Solano  |
| Kay 8    | Rimbalzi | 7 Vargas  |

| Arbitri: | Antonio Conde Daniel García Leandro Lezcano |

|                   |          |                |
| Fournier 24       | Punti    | 18 Valančiūnas |
| Albicy, de Colo 4 | Assist   | 4 Sabonis      |
| Gobert 8          | Rimbalzi | 8 Valančiūnas  |

| Arbitri: | Steve Anderson Martins Kozlovskis Hwang In-tae |

|            |          |                            |
| Mendoza 14 | Punti    | 19 Lekavičius, Valančiūnas |
| Solano 6   | Assist   | 8 Kalnietis                |
| Rojas 6    | Rimbalzi | 10 Valančiūnas             |

| Arbitri: | Tolga Sahin Juan Fernandez Luis Castillo |

|             |          |               |
| Fournier 31 | Punti    | 30 Mills      |
| Gobert 6    | Assist   | 9 Dellavedova |
| Fournier 6  | Rimbalzi | 6 Bogut       |

### 17º-32º posto

#### Gruppo M
| Pos. | Squadra        | Pt | G | V | P | PF  | PS  | DP  |
| ---- | -------------- | -- | - | - | - | --- | --- | --- |
| 1.   | Nigeria        | 8  | 5 | 3 | 2 | 435 | 381 | +54 |
| 2.   | Cina           | 7  | 5 | 2 | 3 | 355 | 365 | -10 |
| 3.   | Corea del Sud  | 6  | 5 | 1 | 4 | 361 | 438 | -77 |
| 4.   | Costa d'Avorio | 5  | 5 | 0 | 5 | 326 | 400 | -74 |

##### Risultati
| Arbitri: | Georgios Poursanidis Krishna Domínguez Markos Michaelides |

|            |          |                   |
| Vincent 15 | Punti    | 19 Thompson       |
| Okogie 5   | Assist   | 4 Diabaté, Fofana |
| Diogu 9    | Rimbalzi | 9 Thompson        |

| Arbitri: | Michael Weiland Carsten Straube James Boyer |

|              |          |                |
| Guo, Zhao 16 | Punti    | 21 Ratliffe    |
| Guo 5        | Assist   | 4 Park, Kim S. |
| Zhou 15      | Rimbalzi | 12 Ratliffe    |

| Arbitri: | Krishna Domínguez James Boyer Arnaud Kom Njilo |

|          |          |             |
| Abouo 15 | Punti    | 26 Ratliffe |
| Edi 4    | Assist   | 6 Park      |
| Fofana 7 | Rimbalzi | 16 Ratliffe |

| Arbitri: | Michael Weiland Georgios Poursanidis Carsten Straube |

|        |          |           |
| Yi 27  | Punti    | 19 Okogie |
| Sun 9  | Assist   | 6 Aminu   |
| Wang 7 | Rimbalzi | 8 Aminu   |

#### Gruppo N
| Pos. | Squadra   | Pt | G | V | P | PF  | PS  | DP   |
| ---- | --------- | -- | - | - | - | --- | --- | ---- |
| 1.   | Tunisia   | 8  | 5 | 3 | 2 | 377 | 386 | -9   |
| 2.   | Iran      | 7  | 5 | 2 | 3 | 379 | 372 | +7   |
| 3.   | Angola    | 6  | 5 | 1 | 4 | 350 | 435 | -85  |
| 4.   | Filippine | 5  | 5 | 0 | 5 | 352 | 499 | -147 |

##### Risultati
| Arbitri: | Yener Yılmaz Scott Beker Nicolas Fernandes |

|                     |          |              |
| Morais 17           | Punti    | 21 Nikkhah   |
| quattro giocatori 2 | Assist   | 4 Yakhchali  |
| Moreira 7           | Rimbalzi | 7 Geramipoor |

| Arbitri: | Matthew Kallio Boris Krejić Harja Jaladri |

|          |          |                    |
| Abada 16 | Punti    | 21 Blatche         |
| Roll 4   | Assist   | 2 cinque giocatori |
| Mejri 12 | Rimbalzi | 11 Blatche         |

| Arbitri: | Yener Yılmaz Boris Krejić Harja Jaladri |

|                   |          |            |
| Roll 21           | Punti    | 21 Moreira |
| Romdhane 6        | Assist   | 6 Domingos |
| Mejri, Romdhane 8 | Rimbalzi | 9 Moreira  |

| Arbitri: | Matthew Kallio Scott Beker Nicolas Fernandes |

|                       |          |           |
| Haddadi 19            | Punti    | 15 Bolick |
| Jamshidi, Yakhchali 5 | Assist   | 5 Blatche |
| Haddadi 7             | Rimbalzi | 5 Blatche |

#### Gruppo O
| Pos. | Squadra       | Pt | G | V | P | PF  | PS  | DP   |
| ---- | ------------- | -- | - | - | - | --- | --- | ---- |
| 1.   | Nuova Zelanda | 8  | 5 | 3 | 2 | 497 | 470 | +27  |
| 2.   | Turchia       | 7  | 5 | 2 | 3 | 434 | 427 | +7   |
| 3.   | Montenegro    | 6  | 5 | 1 | 4 | 370 | 406 | -36  |
| 4.   | Giappone      | 5  | 5 | 0 | 5 | 334 | 464 | -130 |

##### Risultati
| Arbitri: | Sergiy Zashchuk Kim Jong-kuk Kingsley Ojeaburu |

|               |          |            |
| C. Webster 27 | Punti    | 31 Fazekas |
| T. Webster 9  | Assist   | 5 Tanaka   |
| Fotu 10       | Rimbalzi | 9 Fazekas  |

| Arbitri: | Roberto Vázquez Andrés Bartel Michał Proc |

|             |          |                    |
| Osman 19    | Punti    | 20 Vučević         |
| Wilbekin 13 | Assist   | 5 Popović, Vučević |
| Birsen 8    | Rimbalzi | 8 Dubljević        |

| Arbitri: | Sergiy Zashchuk Michał Proc Kim Jong-kuk |

|             |          |                    |
| Watanabe 34 | Punti    | 18 Vučević         |
| Baba 5      | Assist   | 8 Needham          |
| Watanabe 9  | Rimbalzi | 7 Bjelica, Vučević |

| Arbitri: | Roberto Vázquez Andrés Bartel Duan Zhu |

|                 |          |              |
| Osman 32        | Punti    | 17 Fotu, Loe |
| Wilbekin 7      | Assist   | 5 Webster    |
| Birsen, Osman 6 | Rimbalzi | 7 Delany     |

#### Gruppo P
| Pos. | Squadra   | Pt | G | V | P | PF  | PS  | DP   |
| ---- | --------- | -- | - | - | - | --- | --- | ---- |
| 1.   | Germania  | 8  | 5 | 3 | 2 | 409 | 364 | +45  |
| 2.   | Canada    | 7  | 5 | 2 | 3 | 445 | 413 | +32  |
| 3.   | Giordania | 6  | 5 | 1 | 4 | 352 | 482 | -130 |
| 4.   | Senegal   | 5  | 5 | 0 | 5 | 330 | 432 | -102 |

##### Risultati
| Arbitri: | Jorge Vázquez Martin Horozov Felipe Ibarra |

|                  |          |               |
| Wiltjer 29       | Punti    | 13 Tucker     |
| Joseph 8         | Assist   | 4 Abdeen      |
| Birch, Klassen 7 | Rimbalzi | 6 Abu Wazaneh |

| Arbitri: | Manuel Mazzoni Gentian Cici Carlos Peralta |

|             |          |                |
| Schröder 24 | Punti    | 17 Faye, Ndour |
| Schröder 12 | Assist   | 6 d'Almeida    |
| Voigtmann 9 | Rimbalzi | 7 Faye         |

| Arbitri: | Manuel Mazzoni Alexis Mercado Carlos Peralta |

|           |          |             |
| Tucker 34 | Punti    | 22 Ndoye    |
| Ibrahim 9 | Assist   | 7 d'Almeida |
| Tucker 11 | Rimbalzi | 11 Ndoye    |

| Arbitri: | Jorge Vázquez Gentian Cici Martin Horozov |

|             |          |            |
| Schröder 21 | Punti    | 18 Wiltjer |
| Schröder 9  | Assist   | 6 Joseph   |
| Schröder 10 | Rimbalzi | 9 Birch    |

### Fase a eliminazione diretta

#### Tabellone Principale
|  | Quarti di finale           | Quarti di finale           |                            |           | Semifinali                | Semifinali                |  |  | Finale                     | Finale |
|  |                            |                            |                            |           |                           |                           |  |  |                            |        |
|  | 10 settembre - 19:00 UTC+8 |                            |                            |           |                           |                           |  |  |                            |        |
|  |                            |                            |                            |           |                           |                           |  |  |                            |        |
|  | Argentina                  | 97                         |                            |           |                           |                           |  |  |                            |        |
|  | Argentina                  | 97                         | 13 settembre - 20:00 UTC+8 |           |                           |                           |  |  |                            |        |
|  | Serbia                     | 87                         |                            |           |                           |                           |  |  |                            |        |
|  | Serbia                     | 87                         | Argentina                  | 80        |                           |                           |  |  |                            |        |
|  | 11 settembre - 19:00 UTC+8 |                            | Argentina                  | 80        |                           |                           |  |  |                            |        |
|  |                            | Francia                    | 66                         |           |                           |                           |  |  |                            |        |
|  | Stati Uniti                | Francia                    | 66                         | 79        |                           |                           |  |  |                            |        |
|  | Stati Uniti                |                            | 15 settembre - 20:00 UTC+8 | 79        |                           |                           |  |  |                            |        |
|  | Francia                    | 89                         |                            |           |                           |                           |  |  |                            |        |
|  | Francia                    | 89                         | Argentina                  | 75        |                           |                           |  |  |                            |        |
|  | 10 settembre 21:00 UTC+8   |                            | Argentina                  | 75        |                           |                           |  |  |                            |        |
|  |                            | Spagna                     | 95                         |           |                           |                           |  |  |                            |        |
|  | Spagna                     | Spagna                     | 95                         | 90        |                           |                           |  |  |                            |        |
|  | Spagna                     | 13 settembre - 16:00 UTC+8 |                            | 90        |                           |                           |  |  |                            |        |
|  | Polonia                    | 78                         |                            |           |                           |                           |  |  |                            |        |
|  | Polonia                    | 78                         | Spagna                     | 95        | Finale per il terzo posto | Finale per il terzo posto |  |  |                            |        |
|  | 11 settembre - 21:00 UTC+8 |                            | Spagna                     | 95        | Finale per il terzo posto | Finale per il terzo posto |  |  |                            |        |
|  |                            | Australia                  | 88                         |           |                           |                           |  |  |                            |        |
|  | Australia                  | Australia                  | 88                         | 82        | Francia                   | 67                        |  |  |                            |        |
|  | Australia                  |                            |                            | 82        | Francia                   | 67                        |  |  |                            |        |
|  | Rep. Ceca                  | 70                         |                            | Australia | 59                        |                           |  |  |                            |        |
|  | Rep. Ceca                  | 70                         |                            |           | 59                        |                           |  |  |                            |        |
|  |                            |                            |                            |           |                           |                           |  |  | 15 settembre - 16:00 UTC+8 |        |
|  |                            |                            |                            |           |                           |                           |  |  |                            |        |

#### Tabellone 5º-8º posto
|  | Semifinali  | Semifinali  | Semifinali |           |        | Quinto posto  | Quinto posto  | Quinto posto  |  |
|  |             |             |            |           |        |               |               |               |  |
|  | Serbia      | Serbia      | 94         |           |        |               |               |               |  |
|  | Serbia      | Serbia      | 94         |           |        |               |               |               |  |
|  | Stati Uniti | Stati Uniti | 89         |           |        |               |               |               |  |
|  | Stati Uniti | Stati Uniti | 89         |           | Serbia | Serbia        | 90            |               |  |
|  |             |             |            |           | Serbia | Serbia        | 90            |               |  |
|  |             |             | Rep. Ceca  | Rep. Ceca | 81     |               |               |               |  |
|  | Polonia     | Polonia     | Rep. Ceca  | Rep. Ceca | 81     | 84            |               |               |  |
|  | Polonia     | Polonia     |            |           |        | 84            |               |               |  |
|  | Rep. Ceca   | Rep. Ceca   | 94         |           |        | Settimo posto | Settimo posto | Settimo posto |  |
|  | Rep. Ceca   | Rep. Ceca   | 94         |           |        |               |               |               |  |
|  |             |             |            |           |        |               |               |               |  |
|  |             |             |            |           |        | Stati Uniti   | Stati Uniti   | 87            |  |
|  |             |             |            |           |        | Stati Uniti   | Stati Uniti   | 87            |  |
|  |             |             |            |           |        | Polonia       | Polonia       | 74            |  |

#### Risultati

##### Quarti di finale
| Arbitri: | Cristiano Maranho Tolga Şahin Michael Weiland |

|             |          |               |
| Scola 20    | Punti    | 21 Bogdanović |
| Campazzo 12 | Assist   | 5 Jokić       |
| Deck 8      | Rimbalzi | 10 Jokić      |

| Arbitri: | Jorge Vázquez Yohan Rosso Takaki Kato |

|          |          |              |
| Rubio 19 | Punti    | 19 Slaughter |
| Rubio 9  | Assist   | 6 Slaughter  |
| Rubio 5  | Rimbalzi | 11 Ponitka   |

| Arbitri: | Guilherme Locatelli Georgios Poursanidis Ferdinand Pascual |

|                    |          |             |
| Mitchell 29        | Punti    | 22 Fournier |
| Barnes, Mitchell 4 | Assist   | 4 Fournier  |
| Mitchell 6         | Rimbalzi | 16 Gobert   |

| Arbitri: | Roberto Vázquez Ademir Zurapović Matthew Kallio |

|          |          |               |
| Mills 24 | Punti    | 21 Auda       |
| Mills 6  | Assist   | 13 Satoranský |
| Kay 7    | Rimbalzi | 9 Satoranský  |

##### Semifinali 5º-8º posto
| Arbitri: | Cristiano Maranho Yu Jung Luis Castillo |

|               |          |             |
| Bogdanović 28 | Punti    | 22 Barnes   |
| Jokić 7       | Assist   | 8 Walker    |
| Bjelica 5     | Rimbalzi | 6 Middleton |

| Arbitri: | Yohan Rosso Juan Fernández Boris Krejić |

|              |          |               |
| Waczyński 22 | Punti    | 24 Hruban     |
| Slaughter 10 | Assist   | 12 Satoranský |
| Kulig 7      | Rimbalzi | 12 Hruban     |

##### Semifinali
| Arbitri: | Guilherme Locatelli Tolga Şahin Omar Bermúdez |

|             |          |               |
| Gasol 33    | Punti    | 34 Mills      |
| Rubio 12    | Assist   | 9 Dellavedova |
| Fernández 7 | Rimbalzi | 11 Kay        |

| Arbitri: | Steve Anderson Ademir Zurapović Jorge Vázquez |

|            |          |                        |
| Scola 28   | Punti    | 16 Fournier, Ntilikina |
| Campazzo 6 | Assist   | 4 de Colo              |
| Scola 13   | Rimbalzi | 11 Gobert              |

##### Finale 7º-8º posto
| Arbitri: | Aleksandar Glišić Yu Jung Takaki Kato |

|             |          |             |
| Mitchell 16 | Punti    | 18 Ponitka  |
| Mitchell 10 | Assist   | 5 Slaughter |
| Turner 8    | Rimbalzi | 7 Ponitka   |

##### Finale 5º-6º posto
| Arbitri: | Guilherme Locatelli Georgios Poursanidis Michael Weiland |

|               |          |              |
| Bogdanović 31 | Punti    | 16 Auda      |
| Jokić 7       | Assist   | 6 Satoranský |
| Jokić 14      | Rimbalzi | 10 Balvín    |

##### Finale 3º-4º posto
| Arbitri: | Roberto Vázquez Ademir Zurapović Ferdinand Pascual |

|            |          |               |
| de Colo 19 | Punti    | 17 Ingles     |
| Poirier 7  | Assist   | 6 Bogut       |
| Batum 6    | Rimbalzi | 5 Dellavedova |

##### Finale
| Arbitri: | Cristiano Maranho Yohan Rosso Steve Anderson |

|                                     |          |                            |
| Deck 24 Laprovittola 17 Campazzo 11 | Punti    | 20 Rubio 15 Llull 14 Gasol |
| Scola 8                             | Assist   | 10 Fernández               |
| Campazzo 8                          | Rimbalzi | 7 Gasol                    |

| Quintetto titolare | Quintetto titolare | Quintetto titolare   | Pt | Rim | Ass |
| ------------------ | ------------------ | -------------------- | -- | --- | --- |
| P                  | 7                  | Facundo Campazzo     | 11 | 2   | 8   |
| AP                 | 29                 | Patricio Garino      | 0  | 2   | 0   |
| AP                 | 9                  | Nicolás Brussino     | 8  | 2   | 2   |
| AG                 | 4                  | Luis Scola           | 8  | 8   | 2   |
| C                  | 12                 | Marcos Delía         | 2  | 4   | 1   |
| Panchina:          |                    |                      |    |     |     |
| C                  | 1                  | Agustín Cáffaro      | 0  | 0   | 0   |
| P                  | 3                  | Luca Vildoza         | 2  | 1   | 1   |
| P                  | 8                  | Nicolás Laprovíttola | 17 | 1   | 0   |
| GA                 | 10                 | Máximo Fjellerup     | 0  | 0   | 0   |
| A                  | 14                 | Gabriel Deck         | 24 | 1   | 0   |
| P                  | 25                 | Lucio Redivo         | 3  | 0   | 0   |
| AC                 | 83                 | Tayavek Gallizzi     | 0  | 0   | 0   |
| Allenatore:        |                    |                      |    |     |     |
| Sergio Hernández   |                    |                      |    |     |     |

| Argentina |  | Spagna |

| Argentina   | Statistics         | Spagna      |
| ----------- | ------------------ | ----------- |
|             | Statistics         |             |
| 15/34 (44%) | Tiro da 2          | 25/45 (56%) |
| 7/27 (26%)  | Tiro da 3          | 6/20 (30%)  |
| 24/28 (86%) | Tiri liberi        | 27/33 (82%) |
| 5           | Rimbalzi offensivi | 13          |
| 22          | Rimbalzi difensivi | 34          |
| 27          | Rimbalzi totali    | 47          |
| 15          | Assist             | 20          |
| 14          | Palle perse        | 14          |
| 11          | Palle rubate       | 9           |
| 1           | Stoppate           | 8           |
| 28          | Falli              | 25          |

| Quintetto titolare | Quintetto titolare | Quintetto titolare  | Pt | Rim | Ass |
| ------------------ | ------------------ | ------------------- | -- | --- | --- |
| P                  | 9                  | Ricky Rubio         | 20 | 7   | 3   |
| G                  | 5                  | Rudy Fernández      | 11 | 10  | 3   |
| AG                 | 41                 | Juancho Hernangómez | 11 | 5   | 1   |
| AC                 | 18                 | Pierre Oriola       | 6  | 7   | 0   |
| C                  | 13                 | Marc Gasol          | 14 | 7   | 7   |
| Panchina:          |                    |                     |    |     |     |
| P                  | 1                  | Quino Colom         | 0  | 0   | 0   |
| G                  | 8                  | Pau Ribas           | 5  | 1   | 1   |
| A                  | 10                 | Víctor Claver       | 2  | 3   | 2   |
| C                  | 14                 | Willy Hernangómez   | 11 | 3   | 1   |
| AP                 | 22                 | Xavi Rabaseda       | 0  | 1   | 0   |
| G                  | 23                 | Sergio Llull        | 15 | 0   | 2   |
| AP                 | 33                 | Javier Beirán       | 0  | 0   | 0   |
| Allenatore:        |                    |                     |    |     |     |
| Sergio Scariolo    |                    |                     |    |     |     |

## Classifica finale
|  |  |  |  | Qualificate ai Giochi Olimpici Tokyo 2020 |

|  | Qualificate al Torneo di Qualificazione Olimpica 2020 |

| Campione del Mondo | Campione del Mondo | Campione del Mondo |
| --- | ------------------ | --- |
| Spagna1 Colom, 5 Fernández, 8 Ribas, 9 Rubio, 10 Claver, 13 Gasol, 14 G. Hernangómez, 18 Oriola, 22 Rabaseda, 23 Llull, 33 Beirán, 41 J. Hernangómez, All. Sergio Scariolo |                    | |
| Argento | Argentina          | Argentina1 Cáffaro, 3 Vildoza, 4 Scola, 7 Campazzo, 8 Laprovíttola, 9 Brussino, 10 Fjellerup, 12 Delía, 14 Deck, 25 Redivo, 29 Garino, 83 Gallizzi, All. Sergio Hernández                                                     |
| Bronzo | Francia            | Francia1 Ntilikina, 2 M'Baye, 5 Batum, 10 Fournier, 12 de Colo, 17 Poirier, 21 Albicy, 25 Labeyrie, 26 Lessort, 27 Gobert, 33 Toupane, 90 Lacombe, All. Vincent Collet                                                        |
| 4. | Australia          | Australia2 Sobey, 3 Gliddon, 4 Goulding, 5 Mills, 6 Bogut, 7 Ingles, 8 Dellavedova, 11 Kay, 12 Baynes, 20 Barlow, 34 Landale, 55 Creek, All. Andrej Lemanis                                                                   |
| 5. | Serbia             | Serbia5 Simonović, 7 Bogdanović, 8 Bjelica, 11 Lučić, 13 Raduljica, 14 Birčević, 15 Jokić, 21 Milutinov, 22 Micić, 23 Gudurić, 24 Jović, 51 Marjanović, All. Aleksandar Đorđević                                              |
| 6. | Rep. Ceca          | Rep. Ceca1 Auda, 4 Vyoral, 6 Pumprla, 7 Hruban, 8 Satoranský, 11 Schilb, 12 Balvín, 13 Šiřina, 15 Peterka, 17 Bohačík, 23 Palyza, 31 Kříž, All. Ronen Ginzburg                                                                |
| 7. | Stati Uniti        | Stati Uniti4 White, 5 Mitchell, 6 Harris, 7 Smart, 8 Barnes, 9 Brown, 10 Tatum, 11 Plumlee, 12 Turner, 13 Lopez, 14 Middleton, 15 Walker, All. Gregg Popovich                                                                 |
| 8. | Polonia            | Polonia2 Balcerowski, 3 Sokołowski, 5 Cel, 6 Slaughter, 9 Ponitka, 12 Waczyński, 13 Olejniczak, 15 Łączyński, 33 Gruszecki, 34 Hrycaniuk, 55 Koszarek, 77 Kulig, All. Mike Taylor                                             |
| 9. | Lituania           | Lituania5 Kalnietis, 8 Mačiulis, 10 Seibutis, 11 Sabonis, 13 Jankūnas, 17 Valančiūnas, 19 Kuzminskas, 31 Giedraitis, 40 Grigonis, 43 Lekavičius, 51 Butkevičius, 92 Ulanovas, All. Dainius Adomaitis                          |
| 10. | Italia             | Italia3 Belinelli, 5 Gentile, 6 Biligha, 7 Vitali, 8 Gallinari, 10 Hackett, 12 Filloy, 15 Brooks, 16 Tessitori, 23 Abass, 70 Datome, 00 Della Valle, All. Romeo Sacchetti                                                     |
| 11. | Grecia             | Grecia5 Larentzakīs, 8 Calathes, 9 Mpourousīs, 10 Sloukas, 14 Papagiannīs, 15 Printezīs, 16 Papanikolaou, 17 Mantzarīs, 19 Papapetrou, 21 Vasilopoulos, 34 G. Antetokounmpo, 43 T. Antetokounmpo, All. Thanasīs Skourtopoulos |
| 12. | Russia             | Russia2 Sopin, 3 Karasëv, 4 Baburin, 6 Motovilov, 7 Fridzon, 8 Ivlev, 11 Antonov, 12 Zubkov, 20 Voroncevič, 30 Kulagin, 31 Valiev, 41 Kurbanov, All. Sergej Bazarevič                                                         |
| 13. | Brasile            | Brasile2 Yago, 5 Rafael Luz, 6 Felício, 8 Benite, 9 Marcelinho Huertas, 10 Alex, 11 Anderson, 14 Marquinhos, 19 Leandrinho, 23 Lima, 24 Didi, 50 Caboclo, All. Aza Petrović                                                   |
| 14. | Venezuela          | Venezuela5 G. Vargas, 7 Zamora, 9 Chourio, 10 J. Vargas, 11 Bethelmy, 13 Pérez, 14 Ruiz, 15 Graterol, 19 Guillént, 21 Lewis, 23 Carrera, 43 Colmenares, All. Fernando Duró                                                    |
| 15. | Porto Rico         | Porto Rico0 Piñeiro, 1 Clemente, 7 Collier, 9 Browne, 12 Díaz, 13 Rodríguez, 24 Clavell, 33 Huertas, 34 Balkman, 42 Franklin, 43 Brady, 44 Mojica, All. Eddie Casiano                                                         |
| 16. | Rep. Dominicana    | Rep. Dominicana1 Peña, 2 Mendoza, 5 Liz, 7 Rojas, 9 Suero, 11 Vargas, 13 Báez, 14 Ramón, 24 Solano, 33 Roberts, 41 J. García, 44 Montero, All. Néstor García                                                                  |
| 17. | Nigeria            | Nigeria1 Iroegbu, 4 Uzoh, 5 Okoye, 6 Diogu, 7 Aminu, 8 Udoh, 10 Metu, 13 Zanna, 20 Okogie, 22 Nnamdi, 33 J. Nwora, 50 Eric, All. Alex Nwora                                                                                   |
| 18. | Germania           | Germania4 Lô, 5 Giffey, 7 Voigtmann, 8 Akpınar, 10 Theis, 12 Benzing, 17 Schröder, 21 Zipser, 22 Barthel, 24 Kleber, 32 Thiemann, 42 Obst, All. Henrik Rödl                                                                   |
| 19. | Nuova Zelanda      | Nuova Zelanda0 T. Webster, 3 Delany, 5 Ili, 6 Kenny, 9 C. Webster, 10 Abercrombie, 14 Loe, 16 Smith-Milner, 20 Ngatai, 25 Rusbatch, 35 Pledger, 42 Fotu, All. Paul Henare                                                     |
| 20. | Tunisia            | Tunisia4 Abada, 5 Chennoufi, 7 el-Mabrouk, 8 Mouhli, 9 Hdidane, 11 Ghyaza, 12 Ben Romdhane, 19 Abbassi, 20 Roll, 45 Slimane, 50 Mejri, 66 Knioua, All. Mário Palma                                                            |
| 21. | Canada             | Canada1 Pangos, 3 Ejim, 4 Heslip, 6 Joseph, 10 Kajami-Keane, 11 Nembhard, 13 Morgan, 17 Klassen, 21 T. Scrubb, 23 P. Scrubb, 24 Birch, 33 Wiltjer, All. Nick Nurse                                                            |
| 22. | Turchia            | Turchia1 Wilbekin, 4 Balbay, 5 Birsen, 6 Osman, 8 İlyasova, 9 Erden, 10 Mahmutoğlu, 11 Arar, 19 Tuncer, 21 Şanlı, 22 Korkmaz, 24 Arslan, All. Ufuk Sarıca                                                                     |
| 23. | Iran               | Iran1 Mozafari, 4 Mirzaei, 5 Mashayekhi, 6 Hosseinzadeh, 7 Hassanzadeh, 8 Yakhchali, 12 Zangeneh, 13 Jamshidi, 14 Bahrami, 15 Haddadi, 20 Rostampour, 23 Geramipoor, All. Mehran Shahintab                                    |
| 24. | Cina               | Cina1 Zhao R., 5 Fang, 6 Guo, 9 Zhai, 11 Yi, 13 Kelanbaike, 15 Zhou, 17 Sun, 20 Ren, 23 Abudurexiti, 24 Zhao J., 31 Wang, All. Li Nan                                                                                         |
| 25. | Montenegro         | Montenegro4 Vučević, 5 Needham, 6 Su. Šehović, 7 Radović, 8 Se. Šehović, 10 A. Popović, 11 Todorović, 14 Dubljević, 20 Ivanović, 23 Radončić, 30 P. Popović, 51 Bjelica, All. Zvezdan Mitrović                                |
| 26. | Corea del Sud      | Corea del Sud1 Park, 2 Choe, 3 Lee J., 6 Heo, 9 Kim S., 11 Yang, 12 Jeong, 13 Kang, 15 Kim J., 20 Ra, 33 Lee S., 43 Lee D., All. Kim Sang-shik                                                                                |
| 27. | Angola             | Angola1 Domingos, 2 Moreira, 3 Gonçalves, 4 Cipriano, 6 Morais, 9 Paulo, 10 António, 15 Mingas, 16 Mbunga, 23 Moore, 32 Joaquim, 37 Conceição, All. Will Voigt                                                                |
| 28. | Giordania          | Giordania0 Abdeen, 1 Hawwas, 2 Tucker, 4 Dasuqi, 5 Ibrahim, 7 al-Hamarsheh, 10 Obeid, 12 Abu Wazaneh, 13 Hussein, 15 Abbas, 23 al-Awadi, 44 al-Dwairi, All. Joey Stiebing                                                     |
| 29. | Costa d'Avorio     | Costa d'Avorio1 Abouo, 6 Pamba, 7 Baru, 8 Zerbo, 10 Diabaté, 11 Fofana, 12 Coulibaly, 13 Bamba, 14 Edi, 15 Koné, 21 Thompson, 30 Sie, All. Paolo Povia                                                                        |
| 30. | Senegal            | Senegal1 Ndour, 2 Thiam, 5 d'Almeida, 7 Diop, 10 Sambe, 11 M. Faye, 13 N'Diaye, 15 Y. Ndoye, 25 M. Ndoye, 28 I. Faye, 31 Touré, 35 Gueye, All. Moustapha Gaye                                                                 |
| 31. | Giappone           | Giappone3 Se. Andō, 6 Hiejima, 7 Shinoyama, 8 Hachimura, 10 K. Takeuchi, 12 Watanabe, 13 Sh. Andō, 15 Takeuchi, 18 Baba, 22 Fazekas, 24 Tanaka, 32 Schafer, All. Julio Lamas                                                  |
| 32. | Filippine          | Filippine1 Blatche, 3 Lee, 4 Ravena, 5 Norwood, 8 Bolick, 14 Barroca, 15 Fajardo, 16 Pogoy, 17 Perez, 18 Rosario, 20 Almazan, 25 Aguilar, All. Yeng Guiao                                                                     |

## Riconoscimenti giocatori
- Miglior giocatore:  Ricky Rubio
- Miglior quintetto:

 Bogdan Bogdanović
 Evan Fournier
 Ricky Rubio
 Marc Gasol
 Luis Scola